# 蕭護思
蕭護思（しょう ごし、生没年不詳）は、遼（契丹）の政治家。字は延寧。

## 経歴
代々北院の官吏をつとめた家柄に生まれ、御史中丞に累進した。遊牧民諸部の管理をつかさどった。
応暦初年、左客省使となった。ほどなく御史大夫に任じられ、諸王の多くを摘発した。応暦12年（962年）2月、北院枢密使となった。代々にわたって宰相の選出に与るよう穆宗に命じられたが、護思は「臣は子孫の賢否を知りませんので、客省使の地位があれば充分です」と言って断った。
穆宗は晩年に深酒が過ぎるようになり、刑罰を濫用するようになったが、護思は保身に汲々として一言も諫めなかったので、当時の人々を失望させた。享年は57。

## 伝記資料
- 『遼史』巻78 列伝第8